# Franziskanerkloster St. Wolfgang in Kreuznach
Das Franziskanerkloster oder Barfüßerkloster St. Wolfgang (mittellateinisch Monasterium S. Wolfgangi in Crucenaco ordinis fratrum minorum de observantia) war ein Kloster des Franziskanerordens in Kreuznach im heutigen Landkreis Bad Kreuznach in Rheinland-Pfalz. Von der ehemaligen Klosteranlage ist der gotische Chor der ehemaligen St.-Wolfgang-Kirche erhalten. Das Gelände wird heute vom Staatlichen Gymnasium an der Stadtmauer in Bad Kreuznach genutzt.

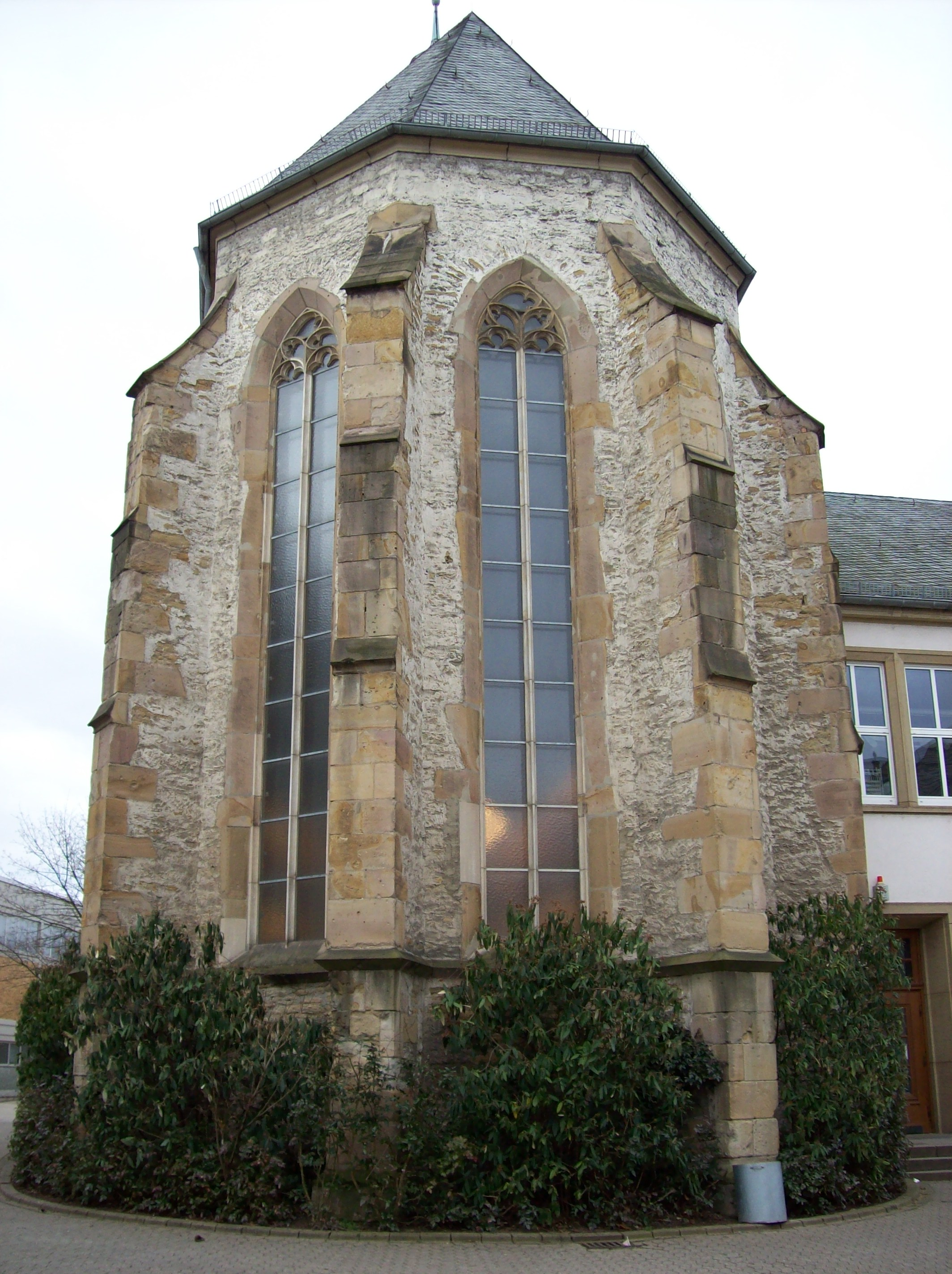
Chor der ehemaligen Klosterkirche St. Wolfgang

## Geschichte

### Gründung
1472 erhielten Kurfürst Friedrich I. von der Pfalz (1425–1476) und Pfalzgraf Friedrich I. von Pfalz-Simmern (1417–1480) von Papst Sixtus IV. (1414–1484, reg. 1471) die Genehmigung zur Errichtung eines Franziskanerklosters in Kreuznach. Der Bau wurde 1481 nach dem Tod der Stifter von Kurfürst Philipp dem Aufrichtigen (1448–1508) und Herzog Johann I. von Pfalz-Simmern (1459–1509) vollendet. Das Kloster war für 30 Ordensleute gebaut und wurde dem heiligen Wolfgang von Regensburg gewidmet. Die Verehrung einer wundertätigen Statue des hl. Wolfgang aus Birnbaumholz, die ein Bewohner der Stadt gestiftet hatte, brachte dem Kloster reiche Spenden aus dem weiten Umfeld ein. Aus dem Jahre 1482 ist auf dem Abguss einer – 1910 durch Blitzschlag zerstörten – Glocke des Gießers Tilman von Hachenburg aus der Kirche St. Philipp und Jakob in Heidesheim am Rhein ein Pilgerzeichen mit einer Darstellung des Heiligen, dem Kreuznacher Stadtwappen und der Minuskel-Inschrift sanctvs wolfg[angvs] crvcenach erhalten. 1484 konnte das Klostergebäude dem päpstlichen Stuhl übergeben und von den Ordensleuten bezogen werden. Es gehörte zur Oberdeutschen oder „Straßburger“ Ordensprovinz (Provincia Argentina). Auf dem  Provinzkapitel in Leonberg wurde der Nürnberger Lektor Stefan Fridelin (* um 1430; † 1498), der am 2. August 1484 zum Definitor der Ordensprovinz gewählt wurde, als Diskret (Mitglied der Leitung) für das neugegründete Kloster in Kreuznach bestimmt. Generalvikar Johannes Alphart († 1492) weihte das Kloster am 17. August 1484 in Anwesenheit von Herzog Johann I. von Pfalz-Simmern und seiner Frau Johanna von Nassau-Saarbrücken (1464–1521).
Johannes Trithemius (1462–1516) schrieb dem  Guardian des Kreuznacher Kloster Johannes Rachesis von Köln 1487 einen Brief. 1489 schrieb Trithemius mehrere Briefe – u. a. über klösterliche Freundschaft (amicitia monastica) und das Fegefeuer – an den Prediger des Franziskanerklosters zu Kreuznach, Bernhardin Schlierbach († 1524), der ihn gebeten hatte, ihm Werke über die Barmherzigkeit und Liebe Gottes, die Herrlichkeit des Himmels, die Eucharistie und das Lob der Maria zu nennen.
1489 regelten Kurfürst Philipp und Herzog Johann I. die Rechte und Pflichten an einer Wasserleitung vom Galgenberg bis in die Kreuznacher Altstadt, von der ein Teil des Wassers dem Franziskanerkloster zustehen sollte. Auf dem Provinzialkapitel, das am 15. August 1490 erstmals in Kreuznach tagte, wurde Johannes Heilmann von Lindenfels († 1503) aus Riedfeld (Neustadt an der Aisch) zum dritten Mal zum Provinzvikar der Ordensprovinz gewählt. Auch der spätere (1499 und 1505) Generalvikar Johannes Keller († 1505) aus Kaysersberg war bei diesem Kapitel anwesend, bei dem unter anderem Bestimmungen gegen Mäntel, Kissen und andere überflüssige Gegenstände in den Zellen der Franziskanerbrüder erlassen wurden. In Kreuznach schloss Johann Heilmann am selben Tag eine „Verbrüderung“ ab zwischen der gesamten Ordensprovinz, dem Franziskanerkloster St. Bernhardin in Lenzfried und Abt Nikolaus Röslin († 1492) von der Lenzfried benachbarten Benediktinerabtei Ottobeuren.
Bonifatius Menger († 1519), der durch geistreiche Predigten Berühmtheit erlangte, starb im Kreuznacher Konvent.

#### Humanistische Annen- und Marienverehrung
Im Kreuznacher Franziskanerkloster wurde – wie im benachbarten Kloster Sponheim der Benediktiner unter Abt Trithemius – eine besondere humanistische Annen- und Marienverehrung gepflegt. Der Franziskaner Franz Wiler (um 1450–1514) schrieb 1490 aus Kreuznach einen Brief an den Leipziger Medizinstudenten Peter Morderer aus Windesheim über die theologischen Vorstellungen der „Immakulisten“. Er verfasste in Kreuznach das Buch Lignum pomiferum … De immaculata conceptione B[eatae] M[ariae] V[irginis], wörtlich „Fruchttragendes Holz … Über die unbefleckte Empfängnis der Hl. Jungfrau Maria“, als Sinnbild der Inkarnation Christi aus der reinen Jungfrau. Die Schrift widmete er 1494 dem Sponheimer Abt Trithemius. Wiler war ein Schüler des Wanderhumanisten Peter Luder (um 1415–1472) und gilt als Vorläufer des Basler Humanismus. Albert Morderer († 1519) ist 1492, 1496 als Guardian des Kreuznacher Franziskanerkonventes belegt. Er verteidigte 1494/95 in einem Brief an den makulistischen Dominikaner Wigand Wirt (Cauponis) (1460–1519) in Frankfurt am Main die Auffassung, dass Maria von ihrer Mutter Anna ohne Sünde empfangen worden sei. Auf die Bitte Morderers hin schrieb Trithemius einen – heute verlorenen – Traktat De computo ecclesiastico über die kirchliche Zeitrechnung.
Der ehemalige Kreuznacher Lektor und Prediger Bernhardin Schlierbach, der in jeder seiner Predigten auf die Wirkmächtigkeit der Mutter Mariens und der Heiligen Sippe verwies, gründete 1497 in Brixen eine Annenbruderschaft. 1516 war Bruder Chrismann Procuratoris († 1524), der mit Johannes Reuchlin (1455–1522), Konrad Pellikan (1478–1556), Nikolaus Ellenbog (1481–1543) und Bruno Amerbach (1488–1535) in Verbindung stand und korrespondierte, Lesemeister und Prediger des Ordens in Kreuznach (predicator cruczennacensis ordinis minorum de obseruancia). Hedwig von Flersheim (um 1483–1516), die Frau des Kreuznacher Oberamtmanns Franz von Sickingen, wurde im selben Jahr im Kloster beigesetzt. Über die Beisetzung seiner Schwester, das 7-Tage- und das 30-Tage-Seelenamt in der Klosterkirche ließ ihr Bruder Philipp von Flersheim (1481–1552), Bischof von Speyer, einen Bericht anfertigen.

#### Auseinandersetzung mit der Reformation
Im Kreuznacher Kloster ist vermutlich der geborene Kreuznacher (Stauronesius) Johannes Findling († 1538) in den Franziskanerorden eingetreten. Er war der deutsche Organisator der Ablasspredigten von 1515 und veröffentlichte nach dem Bauernkrieg Streitschriften gegen Martin Luther. Der Schweizer Franziskaner Daniel Agricola (* um 1490; † um 1540), der in Basel schon verschiedene Schriften veröffentlicht hatte – darunter eine Passion Christi –, verfasste im Kreuznacher Kloster 1528 ebenfalls eine Streitschrift gegen Luther, die er Pfalzgraf Johann II. von Simmern (1492–1557) widmete. 1529 entstand in Kreuznach seine Schrift Wegfart mit sicherm gleid durch luttersche abweg, die er der Nonne Katharina von Pfalz-Zweibrücken (1510–1542) im Kloster Marienberg bei Boppard widmete.
Der Provinzialminister Heinrich Kastner († 1530; resigniert 1525) beklagte sich 1524 in einer Epistola encyclica im Franziskanerkonvent Kreuznach über den Ordensaustritt einiger Brüder. Nach seinem Rücktritt fand am 7. Mai 1525, dem Sonntag Jubilate, im Kreuznacher Kloster ein Provinzialkapitel der Franziskaner statt, das von dem Kustos Gregor Heilmann († nach 1537) geleitet wurde. Erhalten ist ein Brief von Konrad Pellikan, damals noch Mitglied des Ordens, aus Basel nach Kreuznach, das er von zwei Besuchen in den Jahren 1515 und 1516 her kannte. In dem Schreiben rechtfertigt Pellikan seine Hinwendung zur Reformation und entschuldigt sein Ausbleiben beim Ordenskapitel. Pellikan hatte sich 1523 als Basler Guardian mit Gregor Heilmann überworfen. Auf dem Kapitel wurde 1525 der Mainzer Guardian Alexander Molitoris († 1549) zum Provinzialvikar gewählt.
1554 starb der Vize-Guardian des Limburger Franziskanerklosters, Philipp von Hersfeld (Hitzfeld) im Kreuznacher Konvent. Er ist der Verfasser einer Sammlung von Handschriften mittelalterlicher Autoren, darunter Auszüge aus zehn verschiedenen Cusanus-Schriften, und eines Florilegiums von Sentenzen.

### Umwandlung in ein Hospital
Infolge der Reformation wurde das Kloster 1559/68 von den Kurfürsten Ottheinrich (1502–1559) und Friedrich III. von der Pfalz (1515–1576) aufgehoben und das Gebäude mit seiner reichen Pfründendotation in ein Bürgerhospital umgewandelt; die Erinnerung daran hat sich im Straßennamen Hospitalgasse erhalten hat.
1584 wurde das Grabdenkmal der Hedwig von Flersheim, das sich im Chor der St.-Wolfgangs-Kirche befunden hatte, von ihrem Enkel Hans Schweikard I. von Sickingen (1541–1589) in die damals lutherische Pfarrkirche von Ebernburg überführt und war dort 1660 noch vorhanden. Ebenso erging es den Grabmälern der Schonette von Sickingen, geb. Sien († 1483), und der Margaretha Puller von Hohenburg († 1507).

### Wiederbesiedlung des Klosters

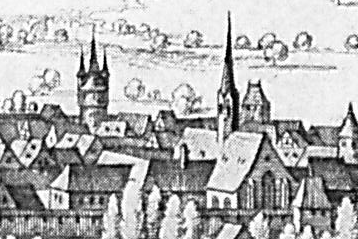
Franziskanerkloster St. Wolfgang in Kreuznach; Matthäus Merian: Creutzenach (Ausschnitt), 1645

1623 wurde das Klostergebäude nach der spanischen Eroberung Kreuznachs wieder von den Franziskanern – jetzt Rekollekten der Kölnischen Franziskanerprovinz (Colonia) – übernommen mit einer Unterbrechung von 1632 bis 1635/36 in der Zeit der schwedischen Besetzung. Die Statthalterin der spanischen Niederlande Isabella Clara Eugenia von Spanien sandte 1626 den Generalkommissar der Franziskaner für Deutschland und die Niederlande Joseph Bergaigne (1588–1647) nach Kreuznach, um einen Streit zwischen dem Gouverneur Don Guillermo de Verdugo di Fauleria (1578–1629) und dem Oberbefehlshaber Marqués Ambrosio Spinola (1569–1630) zu schlichten. Bergaigne, später Bischof von ’s-Hertogenbosch und Erzbischof von Cambrai, hielt sich auch im Sommer 1630 nach einem Provinzialkapitel, das im Mai in Bonn stattgefunden hatte, und im November 1631 im Kreuznacher Kloster auf.
1648 wurden von den Kreuznacher Franziskanern die Katholiken in Ebernburg (Herrschaft Sickingen), Dalberg und Wallhausen (Herrschaft Dalberg), Sobernheim (Kapelle der Malteser), Merxheim (zur Hälfte Herrschaft Bourscheid-Burgbrohl), Martinstein (Herrschaft Schönborn), Wartenstein (Herrschaft Warsberg), Gemünden und Schmidtburg (Herrschaft Schenk von Schmidtburg), Oberstein, Gau-Bickelheim, Dromersheim und auf der Kauzenburg betreut. 1672 waren sie in 29 Ortschaften tätig.
In den 1650er Jahren scheiterte ein Versuch der Franziskaner, in der überwiegend reformierten Stadt Kreuznach eine katholische Schule zu gründen. Im Kreuznacher Religionsvergleich vom 4. Dezemberjul. / 14. Dezember 1652greg.zwischen Ludwig Philipp von Pfalz-Simmern (1602–1655) und Markgraf Wilhelm von Baden (1593–1677) wurde das catholicum publicum exercitium  (die öffentliche römisch-katholische Religionsausübung) in St. Wolfgang zugestanden, die Zahl der Klosterbrüder im Franziskanerkloster aber auf 8 Personen begrenzt.
1660 wurden die noch vorhandenen Inschriften der Grabdenkmäler des Klosters von Adam Bürvenich (1603–1676) aufgenommen.
Im Januar 1664 hielt der Guardian Hermann Mott (1624–1704) ein Streitgespräch über die Wiederverheiratung Geschiedener auf der Burg Ebernburg mit dem Norheimer lutherischen Pfarrer und Superintendenten Johann Tobias Weber gen. Hagen († 1682). Im St. Wolfgang fanden im selben Jahr sieben kontroverstheologische Disputationen zwischen katholischen und protestantischen Theologen statt.
Der Guardian Werner Rost gründete 1680 das Kloster Maria Himmelfahrt in Spabrücken. An Fronleichnams-Tagen führte das Kreuznacher Franziskanerkloster jährlich Prozessionen nach Spabrücken durch. An der umstrittenen Frage, ob dabei 1714 die Glocken der Wörthkirche geläutet worden seien, entzündete sich nach 1724 ein konfessioneller Streit. Es ging dabei um eine mögliche Ausübung des katholischen exercitium religionis in der reformierten Pauluskirche, die vielleicht einen Besitzanspruch in der Form eines Simultaneums hätte begründen können.

### Zerstörung, Wiederaufbau und endgültige Aufhebung des Klosters
Während des Pfälzischen Erbfolgekrieges wurden Kloster und Kirche 1689 bis auf den Chorraum zerstört. Nach dem Frieden von Rijswijk wurde in der Ruine der Kirche am 1. Januar 1698 ein feierliches Te Deum abgehalten. 1708 wurde St. Wolfgang Pfarrei für Kreuznach rechts der Nahe. Mit Unterstützung von Kurfürst Johann Wilhelm von der Pfalz (1658–1716), Herzog von Jülich und Berg („Jan Wellem“), erfolgte 1715–1718 der Wiederaufbau. Der 2009 wieder aufgefundene Grundstein von 1715, der von dem kurpfälzischen Oberamtmann Philipp Karl von Hundheim gelegt wurde, ist jetzt im St. Wolfgangs-Chor ausgestellt. Um 1720 erhielt die Kirche einen Hochaltar mit sechs Statuen und vier Engelsfiguren. Am 11. Mai 1727 wurde die Kirche durch den Mainzer Weihbischof Johann Edmund Gedult von Jungenfeld neu geweiht.
Nach der französischen Besetzung des Rheinlands trat im Dezember 1796 im Franziskanerkloster Kreuznach ein Kriegsgericht unter dem Kommandanten des Corps d'armée du Hundsruck der Sambre- und Maas-Armee, General René Charles Élisabeth de Ligniville (1760–1813), zusammen, von dem General Charles-Auguste Bonamy genannt de Bellefontaine (1764–1830) wegen Übergriffen und Unterschlagungen zu einer zweijährigen „Galeerenstrafe“ (Bagno) verurteilt wurde.
1802, in der Zeit der Zugehörigkeit von Kreuznach zu Frankreich, wurde das Franziskanerkloster im Zuge der Säkularisation endgültig aufgehoben. Den Brüdern über 60 Jahren wurde eine Pension von 600 Francs, den jüngeren eine von 500 Francs jährlich ausgesetzt. 17 Pfund Silber wurden eingezogen. 42 Werke der Klosterbibliothek in 27 Bänden befinden sich heute im Besitz der Universitäts- und Landesbibliothek Düsseldorf. Andere Bücher des Konvents sind in die Bibliothek des Bischöflichen Priesterseminars Trier, die Stadtbibliothek Mainz und in die Luxemburger Nationalbibliothek gelangt.
Die Pfarrei St. Wolfgang wurde 1804 zunächst zur Sukkursal- oder Hilfspfarrei herabgestuft und 1808 aufgehoben.

### Nutzung als Schulgebäude und Bibliothek

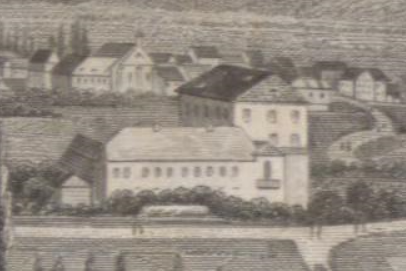
Kreuznacher Gymnasium im ehemaligen Franziskanerkloster hinter dem Oranienhof; Carl Schlickum, Henry Winkles: Kreuznach (Ausschnitt), vor 1838

Nach der Aufhebung des Klosters und der Pfarrei wurden die Gebäude zunächst als Militärhospital und 1812/13 als Lager für 116 spanische Kriegsgefangene genutzt. Ab 1811 befand sich das Collège de Creuznach, heute Staatliches Gymnasium an der Stadtmauer, auf dem Gelände.
Der alte Friedhof des Klosters, der sich zwischen Klosterkirche und Klostergasse befand, wurde 1819 aufgelassen und zu einem Spiel- und Turnplatz für das Gymnasium umgewandelt. Die St.-Wolfgang-Kirche wurde 1926/28 renoviert und am 2. Januar 1945 bei einem Bombenangriff bis auf den Chor zerstört. Im St. Wolfgangs-Chor befindet sich heute die Heimatwissenschaftliche Zentralbibliothek des Landkreises Bad Kreuznach.
Am 21. Dezember 1891 wurde in Bad Kreuznach in der Magister-Faust-Gasse 15 ein neues Kloster – seit 1905 St. Marienwörth – durch Franziskanerbrüder vom Heiligen Kreuz aus Innichen gegründet.

### Grabmäler und Memorientafeln
In der Kirche des Franziskanerklosters waren bis 1584 bzw. bei den Aufnahmen durch Georg Helwich (1614) und Adam Bürvenich (1660) noch Grabmäler oder Memorientafeln vorhanden für:
- Inschrift von 1482 der Herzogin Margarethe von Geldern (1436–1486) für ihren Mann, den 1480 verstorbenen Herzog Friedrich I. von Pfalz-Simmern, Mitstifter des Klosters
- Schonette von Sien († 1483), verheiratet I. mit dem kurpfälzischen Oberamtmann Hermann Boos von Waldeck († 1437), II. vor 1445 mit Reinhard VIII. von Sickingen († 1472); ihr Sohn Schweiker VIII. von Sickingen († 1505) war 1478 bis 1484 Oberamtmann in Kreuznach; das Grabdenkmal wurde 1584 nach Ebernburg überführt
- Heinrich von Bach († 1488), Edelknappe, kurpfälzischer Oberamtmann in Kreuznach, vermutlich verheiratet mit Anna Riedesel zu Eisenbach, Witwe des Ulrich III. von Kronberg († 1460)
- Heinrich Baltz († 1496) aus Sobernheim, Franziskaner-Pater
- Anna Schenk von Schmittburg († 1500), verheiratet I. seit 1457 mit Philipp II. Brenner von Lewenstein zu Randeck († 1459), II. seit 1468 mit Philipp Marschall von Waldeck zu Iben († 1495), Amtmann des Mainzer Domkapitels in Reichenstein, begraben in der Basilika St. Martin zu Bingen
- Hartmann von Albig (Albich) genannt Dexheim († 1505),[63] verheiratet mit Adelheid von Lewenstein zu Randeck, 1482 Lehnsmann der Hinteren Grafschaft Sponheim,[64] 1494 einer der Ganerben von Burg Layen, Schwager des pfalz-simmerischen Oberamtmanns von Kreuznach Simon I. Boos von Waldeck (* um 1445; † 1502), der 1464 Katharina von Loewenstein († um 1484) zu Randeck geheiratet hatte
- Margaretha Puller von Hohenburg († 1507), verheiratet mit Schweikhard VIII. von Sickingen, Mutter des Franz von Sickingen, der zum Zeitpunkt ihrer Beisetzung Oberamtmann in Kreuznach war; das Grabdenkmal wurde 1584 nach Ebernburg überführt
- Hedwig von Flersheim († 1515), verheiratet mit Franz von Sickingen; das Grabdenkmal wurde 1584 nach Ebernburg überführt
- Adelheid von Lewenstein († 1518) zu Randeck, Tochter von Frank von Lewenstein (1429–1464) und Schonette von Heimersdorf (1433–1494), verheiratet mit Hartmann von Albig genannt Dexheim
- NN. († 1544), Franziskaner-Pater
- NN. († 1546), Franziskaner-Pater
- NN. († 1554); vermutlich Philipp von Hersfeld (Hitzfeld) († 1554), Vize-Guardian des Limburger Franziskanerklosters
- Walram von Trarbach († 1566), Regularkanoniker des Klosters Ravengiersburg
- Translationsinschrift des Johann (Hans) Schweikhard I. von Sickingen (1541–1589) von 1584 für die nach Ebernburg versetzten Grabmäler seiner Vorfahrinnen Schonette von Sien, Margaretha Puller von Hohenburg und Hedwig von Flersheim
- Heinrich Benosi († 1624) von Lützenburg (Luxemburg), königlich spanischer Commissarius des vivres (Proviantmeister)
- Philipp de Sylva († 1626), nicht identisch, aber sicher verwandt mit dem Generalgouverneur der Unterpfalz Don Philipp de Sylva († 1644),[65] der in Kreuznach residierte
- NN. von Berthold (* um 1601; † 1627)
- Anna Tyrolff (* um 1612; † 1627), Tochter des Johann Jacob Tyrolff (Dierolf), des Sekretärs des spanischen Regierung
- Johanna Salome von Sponheim genannt Bacharach († 1636), Ehefrau des Wilhelm von Lonzen genannt von Roben, Herrn zu Seinsfeld; ihr Sohn, der badische Oberstlieutnant Georg Friedrich (Fritz) von Lontzen genannt von Roben, war 1636 Gouverneur (Oberamtmann) in Kreuznach[66]
- Franz Christoph von Daun-Falkenstein-Oberstein (* um 1603; † 1636),[67] Mit-Kondominatsherr der Grafschaft Falkenstein, Obrist und Inhaber eines kaiserlichen Cürassier-Regiments, gefallen in der Schlacht bei Wittstock
- Ladislaus Podstatzký von Prussinowitz († 1637), markgräflich-badischer Oberstwachtmeister, gestorben als Stadtkommandant von Kreuznach

### Guardiane des Klosters
Der Guardian ist im Franziskanerorden der Obere (Superior) eines Konvents, der Vikar sein Stellvertreter. Die Leitungsämter werden vom Provinzkapitel auf zeitlich begrenzte Dauer vergeben, wiederholte Ernennung ist möglich.
Straßburger Franziskanerprovinz (Argentina)
- Heinrich Hügk († 1493)
- Johannes Rachesis (= Roesch; † 1507?)[11] von Köln, 1487 erwähnt
- Albert Morderer († 1519), 1492, 1496 erwähnt, auch Albert François (Albertus Francisci) genannt[68]
- Bonifatius Menger († 1519), 10 Jahre Guardian
- Daniel Agricola († um 1540), 1528 in Kreuznach erwähnt, 1531 war „Daniel Crucenacensis“ vermutlich als Guardian auf dem Provinzialkapitel in Freiburg im Breisgau
- Alexander Molitoris († 1549), 1540 bis 1543

1559/68 bis 1623 Umwandlung in ein Bürgerhospital
Kölnische Franziskanerprovinz (Colonia)
- Heinrich Bolte († 1647) aus Münster, ab 1615 im Franziskanerkloster Halberstadt, 1623 vom Halbkapitel der Kölner Provinz zum Oberen in Kreuznach ernannt, 1628 Kustos und Guardian in Halberstadt, von den Provinzkapiteln 1630, 1635 und 1639 zum Guardian in Rietberg bestimmt, 1637–1640 und 1645–1647 Beichtvater im Franziskaner-Terziarinnenkloster Coesfeld[69]
- Marianus Lützenkirchen (1594–1645) aus Köln, Instruktor in Köln, ab 1624 Guardian in Kreuznach und Alzey, 1626 Guardian in Düren, später Guardian in Heidelberg, 1639 Vikar in Bacharach, gestorben als Beichtvater am Annuntiatenkloster Düren, im Totenbuch als „der hervorragendste Kanzelredner der Provinz“ bezeichnet
- Johannes Marci, 1627 als Guardian in Kreuznach erwähnt

1632 bis 1636 unter schwedischer Besetzung
- Jakobus Lutz, ab 1636/37 Guardian in Kreuznach
- Petrus Freusheimer als Guardian in Kreuznach erwähnt
- Joseph Neuburg, taufte 1641 in der Trombacher Klause unter der Burg Ebernburg Heinrich Otto von Sickingen[70], 1648 als Guardian in Kreuznach  erwähnt
- Franziskus Haug, 1651, 1658 als Guardian in Kreuznach erwähnt, zuvor Vikar im Franziskanerkloster Tauberbischofsheim
- Hermann Mott (1624–1704)[71] aus Köln, 1650 in Düren, führte vom 15. bis 17. Oktober 1650 in Duisburg zusammen mit Hilarius Engels OFM (1598–1660) eine kontroverstheologische Disputation gegen Johann Walter Biermann († 1670),[72] 1651 Vikar bei der Gründung einer Niederlassung in Düsseldorf, danach in Mainz, 1659 literarische Auseinandersetzung mit Martin Nicolai genannt Dotzheimer († um 1662)[73] in Schierstein,[74] 1664 als Guardian in Kreuznach erwähnt, verfasste 1669 im Konvent Brühl die Schrift Manus Religiosorum[75][76] und 1670 eine Einführung in den Gregorianischen Gesang,[77] Novizenmeister der Provinz
- Werner(us) Rost, 1680 als Guardian in Kreuznach erwähnt
- (Peter) Konrad Deusing, 1715 beim Wiederaufbau der Kirche in der Grundsteinlegungsurkunde als Guardian in Kreuznach erwähnt[78]
- Nicolaus Dixius aus Longuich, 1724 als Guardian in Kreuznach erwähnt[79]
- Vitus Ringel aus Mainz, 1731 als Guardian in Kreuznach erwähnt
- Raphael Gymnich († nach 1748), 1722 Vikar in Lechenich, 1732 als Guardian in Kreuznach erwähnt, 1738, 1745 Provinzial
- Johannes Schmitz, 1755, 1757 Guardian in Kempen, 1771 als Guardian in Kreuznach erwähnt
- Fidelis Roth (1742–1786), Lektor in Köln, Düren, Bergheim, Neuss, Beurig, Bonn, 1782 bis 1784 Guardian in Kreuznach, dann in Aachen, Verfasser einer Schrift gegen die Thesen von Philipp Anton Hedderich (1743–1808) zur Exkommunikation als Tatstrafe („excommunicatio latae sententiae“)[80]
- Melchiades Spielmann, 1787 Guardian in Kempen, 1797 als Guardian in Kreuznach erwähnt
- Michael Makowitzky († nach 1817), 1792 erwähnt, 1797 Vize-Guardian, bis 1802 Guardian in Kreuznach, seit 1804 in Pfaffen-Schwabenheim